# 3C 273
3C 273은 가장 먼저 확인된 퀘이사이다. 처녀자리에 위치한다.
항성 모양의 천체 안에서는, 가시광선으로는 하늘 전체에서 가장 밝고 (외관의 등급 12.9등급), 가장 가깝다 (적색 편이 0.158). 적색 편이로부터 계산한 광도 거리는 DL = 749 메가파섹. 3C 273은 절대 광도 -26.7등으로 가장 밝은 항성 모양의 천체 중 하나이다. 만약 이 천체가 폴룩스와 같은 위치 (약 10파섹)에 있었다면, 그 외관의 밝기는 태양과 같다. 이는 태양보다 약 2조 배 밝다는 것을 의미한다. 3C 273의 질량은 휘선의 폭으로부터 8.86±1.87억 태양 질량이라고 추측해지고 있다.

## 대규모 제트
3C 273은 가시광선으로 볼 수 있는 거대한 제트를 방출하고 있다. 그 길이는 20만 광년 (60 kpc)이 되어, 외관의 크기는 23초각이다. 1995년에 행해진 허블우주망원경에 의한 관측에서는, 제트는 밝은 부분과 어두운 부분이 교대로 줄선 구조를 가지고 있는 것이 밝혀졌다.

## 역사
그 이름이 나타내 보이듯이 3C 273은, 1959년에 출판된 켐브리지 전파원 카탈로그 제3판의 273번째 (적위 순서에 늘어놓았다)에 게재된 천체이다. 시릴 하자드가 파크스 천문대로 간 달에 의한 엄폐 관측에 의해 그 정확한 위치가 측정되었다, 그 후의 가시광선 관측으로 대응하는 천체가 발견되었다. 1963년, 마르턴 스밋과 배리 오크에 의해, 3C 273은 큰 적방편이를 가지는 천체로, 수십억 광년 너머에 있다는 보고가 과학잡지 네이쳐에 게재되었다.
3C 273의 발견보다 전에도, 몇 개의 전파천체가 가시광선으로의 대응 천체를 가진다고 보고되어 왔다. 그 최초의 천체는 3C 48였다. 또, 도마뱀자리 BL 은하, 머리털자리 W, 사냥개자리 AU 등, 많은 활동 은하가 잘못해 변광성으로서 분류되고 있었다. 그러나, 이러한 천체의 스펙트럼은 항성의 것과는 크게 차이가 나고, 그 정체는 불명한 그대로였다. 3C 273은, 그러한 천체 중에서 처음으로 그 정체가 '먼 곳 우주에 있는 극히 밝은 천체', 현재 '항성 모양의 천체'로서 알려져 있는 것이라고 안 천체이다. 따라서, 엄밀하게는 최초로 발견된 항성 모양의 천체는 3C 48이며, 3C 273은 처음으로 항성 모양의 천체로 확인된 천체이다.

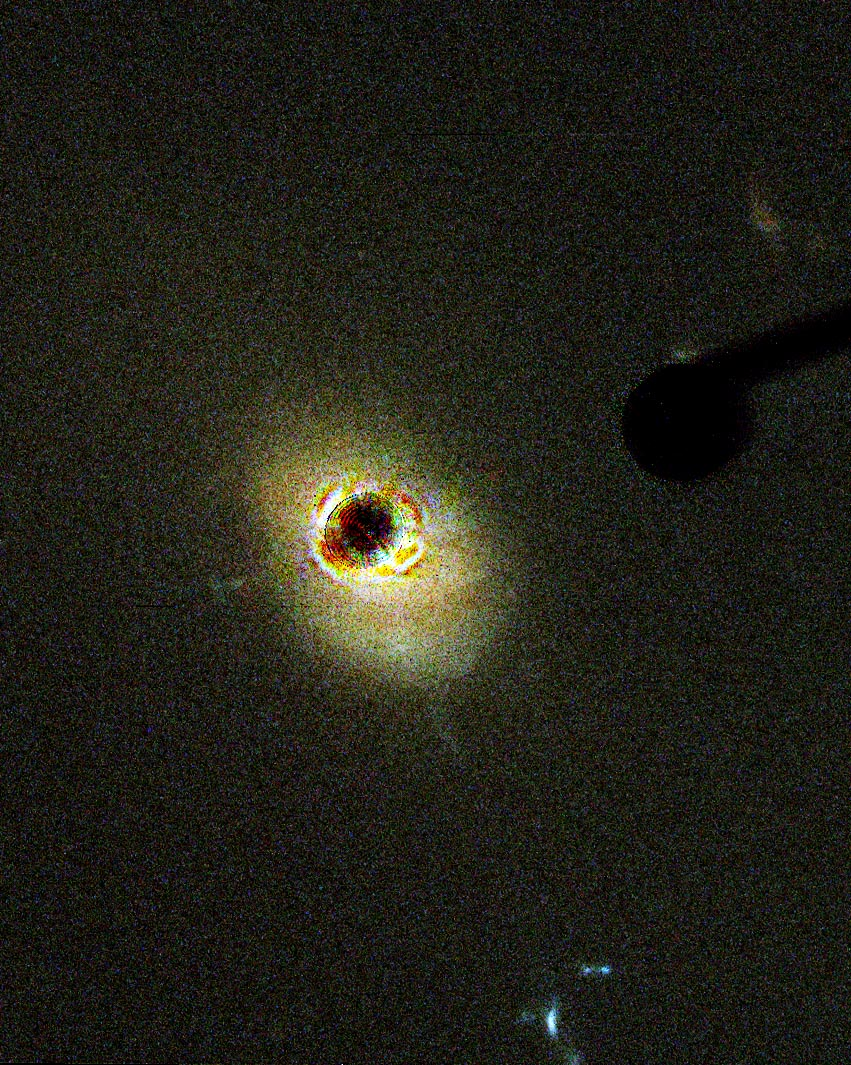
허블 우주 망원경 ACS에 의해서 촬영된 3C 273. Credit: NASA /ESA.

3C 273은, 전파를 강하게 방사하는 항성 모양의 천체이며, 1970년에 은하계 외의 X선 근원으로서 처음으로 분류된 천체이기도 하다. 그러나 21세기 초두에서도, 이 X선이 어떠한 과정을 거쳐 방사되고 있는지에 대해서는, 논의가 나뉘고 있다.
3C 273의 밝기는, 전파로부터 감마선에 이르는 거의 모든 파장으로 변동하고 있어, 변동 주기도 몇 일에서 수 십 년으로 폭넓다. 전파, 적외선, 가시광선에서는, 대규모 제트로부터의 편광이 관측되고 있다. 이로부터, 이 방사는 하전 입자가 광속에 가까운 속도로 운동하는 것에 의한 싱크로트론 방사라 생각할 수 있다.
이러한 제트는, 3C 273의 중심에 있는 블랙 홀과 강착원반의 상호작용으로 생긴다고 생각되고 있다. 초장기선 간섭 관측법을 이용한 3C 273의 관측에서는, 전파 방사 영역이 시간과 함께 움직이고 있는 것이 판명되어, 극히 고속의 제트가 존재하고 있는 것이 여기에서도 시사되고 있다.
3C 273은, 5월경에 남북 양반구에서 볼 수 있다. 밝기 때문에, 아마추어 전용의 망원경으로도 충분히 볼 수 있다.

## 트리비아
- 네델란드의 음악 밴드 에이리온의 악곡 'To the quasar'는, 3C 273을 노래하고 있다. 이 곡은, 앨범 'Universal Migrator Part 2: Flight of the Migrator'에 수록되고 있다.
- 3C 273은 일반적인 아마추어를 위한 망원경으로 볼 수 있는 가장 먼 천체이다